# Anne Quist
Pour les articles homonymes, voir Quist.
Anne Quist est une rameuse néerlandaise née le 26 décembre 1957 à Nimègue.

## Palmarès
- Jeux olympiques d'été de 1984 à Los Angeles
  -  Médaille de bronze en huit[1].